# Eleonore Zetzsche

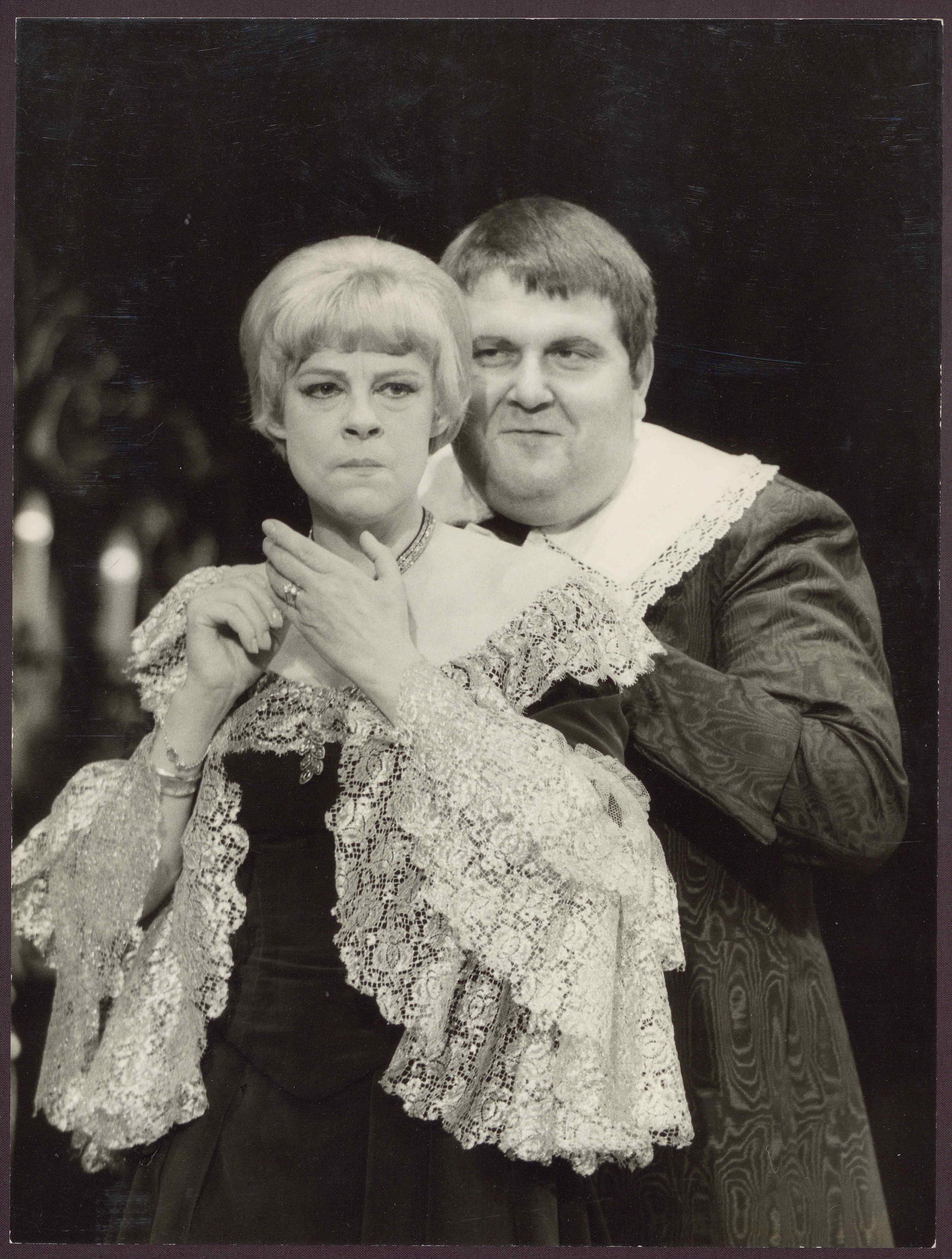
Eleonore Zetzsche mit Heinz Schmidkonz in Tartuffe am Badischen Staatstheater Karlsruhe (1965/66)

Eleonore Zetzsche (* 5. November 1919 in Leipzig; † 7. Juni 2006 in Bochum) war eine deutsche Schauspielerin und Sängerin.

## Leben
Eleonore Zetzsche wurde 1949 von Bertolt Brecht ans Berliner Ensemble geholt. Neben ihrer Tätigkeit auf der Bühne absolvierte sie ein Gesangsstudium bei Elisabeth Schwarzkopf. Bis 1972 war sie am Schauspielhaus Bochum bei Hans Schalla tätig, bis 1979 am Staatstheater Stuttgart und wieder in Bochum. Sie spielte in vielen Aufführungen unter der Regie von Intendant Claus Peymann. Unter ihm war sie auch in Wien und Berlin engagiert, zumeist in Stücken von Thomas Bernhard. Später hatte sie Engagements in Frankfurt, München, Basel und am Wiener Burgtheater. In Joshua Sobols Polydrama Alma (Regie: Paulus Manker) spielte sie mehrere Jahre lang die Künstlermuse Alma Mahler-Werfel, zuletzt wenige Wochen vor ihrem Tod im Berliner Kronprinzenpalais.
Eleonore Zetzsche ist am 7. Juni 2006 in Bochum gestorben. Nur drei Tage zuvor, am 3. Juni 2006, hat sie am Schauspielhaus Bochum noch einen Liederabend A Kiss Is Just A Kiss gegeben.
Sie wurde mehrfach von der Zeitschrift Theater heute als Schauspielerin des Jahres nominiert.

## Filmografie
- 1998: Liebe deine Nächste!
- 2000: Dr. Sommerfeld – Neues vom Bülowbogen (Fernsehserie, 1 Episode)
- 2005: Im Schwitzkasten

## Theater
- 1950: Bertolt Brecht: Die Mutter – Regie: Bertolt Brecht (Berliner Ensemble im Deutschen Theater Berlin)
- 1952: Noel Langley: Willst Du nicht das Lämmlein hüten? – Regie: Kurt Raeck ( Renaissance-Theater Berlin)
- 1960: Gerhart Hauptmann: Die Ratten – Regie: Willi Schmidt (Ruhrfestspiele Recklinghausen)
- 1974: Eugène Ionesco: Die kahle Sängerin (Magd) – Regie: Alfred Kirchner (Staatstheater Stuttgart – Schauspiel)
- 1981: Joseph Kesselring: Arsen und Spitzenhäubchen – Regie: Jiří Menzel (Schauspielhaus Bochum)
- 1982: Gerlind Reinshagen: Eisenherz – Regie: Andrea Breth (Schauspielhaus Bochum)
- 1983: George Tabori: Jubiläum – Regie: George Tabori (Schauspielhaus Bochum)
- 1984: George Tabori: Peepshow – Regie: George Tabori (Schauspielhaus Bochum – Kammerspiele)
- 1985: Bertolt Brecht: Herr Puntila und sein Knecht Matti – Regie: Alfred Kirchner (Schauspielhaus Bochum)
- 1987: August Strindberg: Ein Traumspiel – Regie: Axel Manthey (Staatstheater Stuttgart – Schauspiel)
- 1992: Friedrich Schiller: Die Jungfrau von Orleans – Regie: Anselm Weber (Schauspiel Frankfurt – Kammerspiel)
- 2000: Thomas Bernhard: Der Ignorant und der Wahnsinnige – Regie: Philip Tiedemann (Berliner Ensemble)
- 2002: George Tabori: Das Erdbeben-Concerto – Regie: George Tabori (Berliner Ensemble)